# Litoral (revista)

Litoral : revista mensal de cultura publicou-se em Lisboa, entre Junho de 1944 e Janeiro-Fevereiro de 1945, num total de 6 números dirigidos por Carlos Queiroz e com orientação gráfica de Bernardo Marques. Tendo como pano de fundo a Segunda Guerra Mundial, em que a neutralidade portuguesa não poupou o país ao seu impacto, a revista assumia, no seu editorial de abertura, pretender tomar "posição perante o sistemático influxo de várias correntes ideológicas e doutrinárias difundidas entre nós, nos últimos anos, por todos os meios publicitários, quer em línguas estrangeiras, quer na nossa".
A revista pautou-se pela qualidade dos seus colaboradores quer a nível literário quer plástico, onde pontuam nomes como os de Delfim Santos, Miguel Torga, Vitorino Nemésio, Afonso Duarte, Hernâni Cidade, António José Saraiva, Jorge de Sena, Alexandre O'Neill, Adolfo Casais Monteiro, Mário Eloy, Branquinho da Fonseca, António Dacosta, Olavo d'Eça Leal, Jacinto do Prado Coelho, José Blanc de Portugal, Pedro Homem de Melo, Diogo de Macedo, Mário Novais, Carlos Botelho ou Ofélia Marques.